# Peter Galton
Peter Malcolm Galton (* 14. März 1942 in London) ist ein britisch-amerikanischer Wirbeltierpaläontologe, spezialisiert auf Dinosaurier.
Galton studierte an der Universität London mit dem Bachelorabschluss 1964 und der Promotion (Phil. D.) in Zoologie 1967. Danach war er bis 1970 Associate Curator für Wirbeltierpaläontologie am Peabody Museum of Natural History der Yale University. 1970 wurde er Assistant Professor und später Professor für Biologie an der University of Bridgeport (College of Chiropractics), ab 1997 als Professor für Basic Science. Ab 1985 war er auch Kurator am Peabody Museum in Yale.
Er befasst sich insbesondere mit Ornithischia (wie Stegosaurier) und Prosauropoden (wie den Plateosauriern aus Deutschland und der Schweiz). 1974 schlug er mit Robert Bakker vor, dass Dinosaurier aus nur einer Stammgruppe (Klasse) bestehen (statt der damals üblichen Ansicht, sie hätten sich aus mindestens zwei Gruppen von Archosauria entwickelt) und befürwortete früh die Abstammung der Vögel von Dinosauriern.
Er benannte 1985 Aliwalia, Camelotia und mit J. van Heerden Blikanasaurus (und die Familie Blikanasauridae), 1995 Bugenasaura, 1980 Callovosaurus, 1980 Dracopelta, 1979 mit W. P. Wall Gravitholus, 1978 Lesothosaurus, 1983 mit Hans-Dieter Sues Ornatotholus und Stygimoloch, 1979 mit James A. Jensen Torvosaurus, 1977 Valdosaurus und 1971 Yaverlandia.
Außerdem benannte er die Familien Fabrosauridae (1972), Staurikosauridae (1972) und Ruehleia (2001) und die Ordnung Herrerasauria (1985).
Er zeigte, dass Hypsilophodon nicht auf Bäumen lebte, wie vorher vielfach angenommen, dass Hadrosaurier ihren Schwanz nicht hinter sich herschleifen, sondern zur Balance benutzen und Pachycephalosaurier ihren Kopf als Rammbock benutzen.
1982 erhielt er einen Doktorgrad (D. Sc.) der Universität London.
Er ist seit 1993 verheiratet und ist US-Staatsbürger.

## Schriften
- An early prosauropod dinosaur from the Upper Triassic of Nordwürttemberg, West Germany. Stuttgarter Beiträge zur Naturkunde, B 106: 25 S., 5 Taf., 4 Abb., 1 Tab.; Stuttgart 1984
- Cranial anatomy of the prosauropod dinosaur Sellosaurus gracilis from the Middle Stubensandstein (Upper Triassic) of Nordwürttemberg, West Germany. Stuttgarter Beiträge zur Naturkunde, B 118: 39 pp., 9 pls., 5 figs., 1 tab.; Stuttgart 1985
- mit R.T. Bakker: The cranial anatomy of the prosauropod dinosaur „Efraasia diagnostica“, a juvenile individual of Sellosaurus gracilis from the Upper Triassic of Nordwürttemberg, West Germany. Stuttgarter Beiträge zur Naturkunde, B 117: 15 pp., 2 pls., 4 figs.; Stuttgart 1985
- The poposaurid thecodontian Teratosaurus suevicus v. Meyer, plus referred specimens mostly based on prosauropod dinosaurs, from the Middle Stubensandstein (Upper Triassic) of Nordwürttemberg. Stuttgarter Beiträge zur Naturkunde, B 116: 29 pp., 5 pls., 5 figs.; Stuttgart 1985
- mit Paul Upchurch: Prosauropoda und Stegosauria in David B. Weishampel, Halszka Osmólska, Peter Dodson The Dinosauria, 2. Auflage University of California Press, Berkeley, 2004
- Classification and evolution of ornithopod dinosaurs, Nature, 239, 1972, 464–466